# صالح المطلق
صالح المطلق لاعب وسط سابق بنادي النصر والمنتخب السعودي. انطلق من نادي مارد بالأسياح وانتقل في عام 1402هـ إلى نادي النصر كانت أول مباراة له عام 1403هـ قد أثارت الكثير من الجدل.
وهي أمام الغريم التقليدي نادي الهلال واحتج الهلال على تسجيله في كشوفات النصر كونه لم يسقط اسمه من كشوفات مارد, ولكن الاتحاد السعودي لكرة القدم رفض الاحتجاج لعدم صحته.
تلك المباراة كانت مولد نجم كبير في مركز الوسط يتميز بالثقة والهدوء ودقة التمرير والشخصية القيادة, واصل المطلق مسيرته وسط كوكبة من نجوم نادي النصر واثبت نفسه ضمن التشكيلة الاساسية حتى انضم للمنتخب الأول في كأس آسيا 88م بقطر والتي ساهم بفوز الأخضر باللقب للمرة الثانية على التوالي.
قدم صالح المطلق سنوات متميزة مع النصر توجها بالعديد من البطولات, لعب في بعض السنوات في مركز الدفاع نظراً لعدم تواجد لاعبين مميزين في هذا المركز, وقدم فيه مستويات متميزة.
انتهت مسيرة صالح المطلق في موسم 1418هـ حيث قرر ترك الكرة واقيم حفل اعتزال مع نادي الزمالك المصري.
اتجه بعد ذلك لمجال التدريب, وعمل مدرباً في نادي النصر وعدد من الاندية المحلية. كما عمل كمحلل فني وناقد رياضي في القنوات الفضائية, وآخرها القناة الرياضية السعودية.

## إسهاماته مع النصر
- الحصول على الدوري السعودي 1409 و1414 و1415هـ
- الحصول على كأس الملك عام 1410هـ
- الحصول على كأس السوبر الآسيوي 1419 هـ
- الحصول على كأس الخليج للأندية 1416 هـ

## إسهاماته مع المنتخب
- الحصول على كأس آسيا 88 بقطر
- الحصول على كأس الخليج 94 بالإمارات
- المشاركة مع منتخب الشباب في كأس العالم بموسكو